# Gabriella Gherbez
Gabriella Gherbez (Trieste, 2 settembre 1927 – Trieste, 10 aprile 1996) è stata una politica e partigiana italiana.

## Biografia
Nasce nel rione Barcola in una famiglia artigiana di origine slovena; il padre, Gabrijel esercita la professione di panettiere, la madre Emilija Jež è una sarta. Si iscrive alla scuola magistrale, diplomandosi nel 1945.
Dopo l'Armistizio del 1943 aderisce al movimento di Resistenza col nome di battaglia di Dusica. Al termine del conflitto intraprende il lavoro di maestra elementare, che interrompe nel 1949 per motivi di salute e di impegno sindacale.
Iscritta dall'immediato dopoguerra al Partito Comunista, in cui ricopre ruoli dirigenziali a livello provinciale, viene eletta nel 1966 nel consiglio comunale della città di Trieste, carica che mantiene fino al 1972. Nel 1974 è attiva nel Consiglio regionale del Friuli-Venezia Giulia, e due anni dopo viene eletta per la prima volta al Senato.